# Греко, Эмилио
Эмилио Гре́ко (итал. Emilio Greco; 11 октября 1913, Катания — 5 апреля 1995, Рим) — итальянский скульптор XX века, работавший в стилистике реализма.

## Жизнеописание

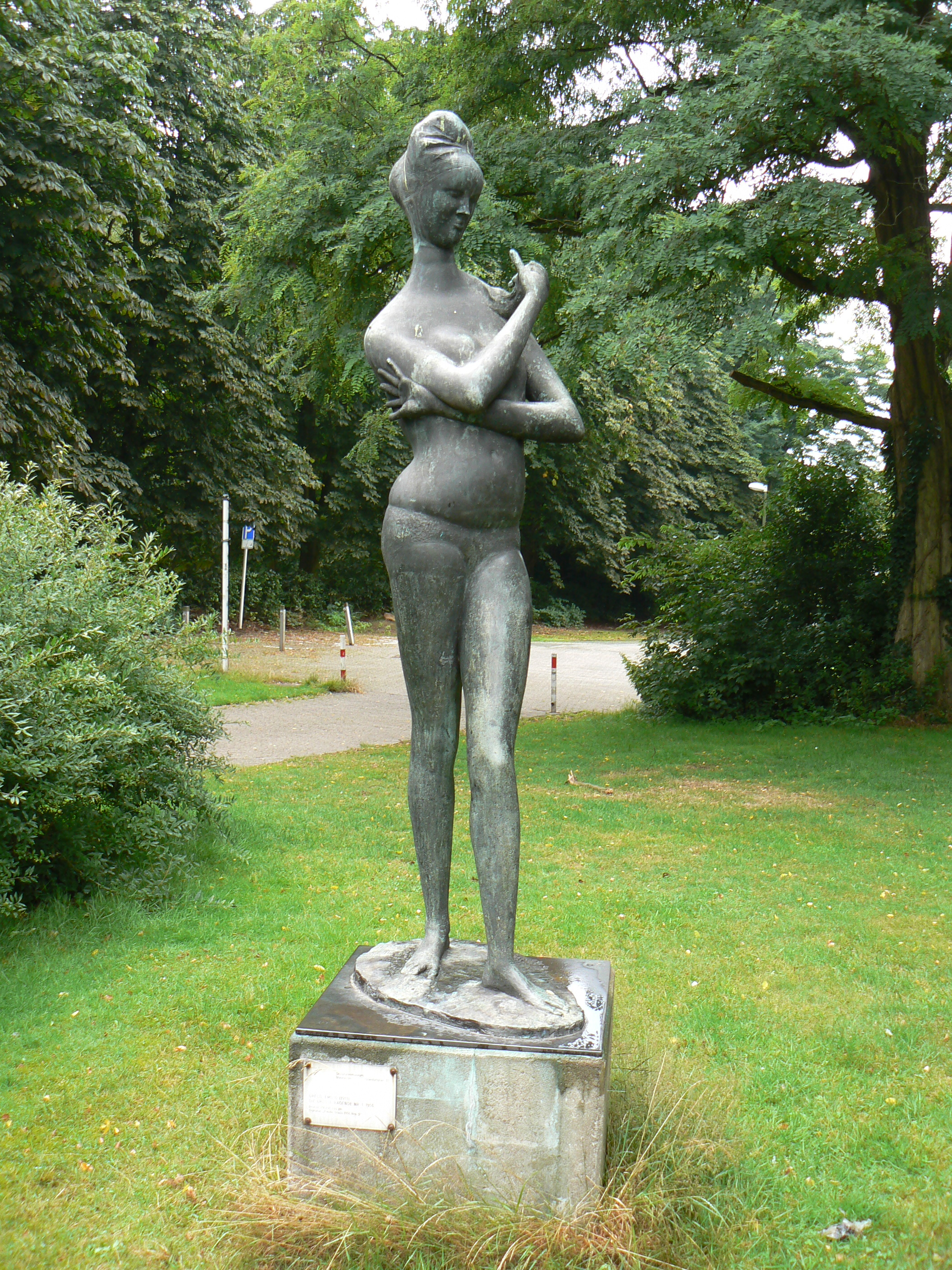
Сити Центр Марл, Германия, скульптура Эмилио Греко

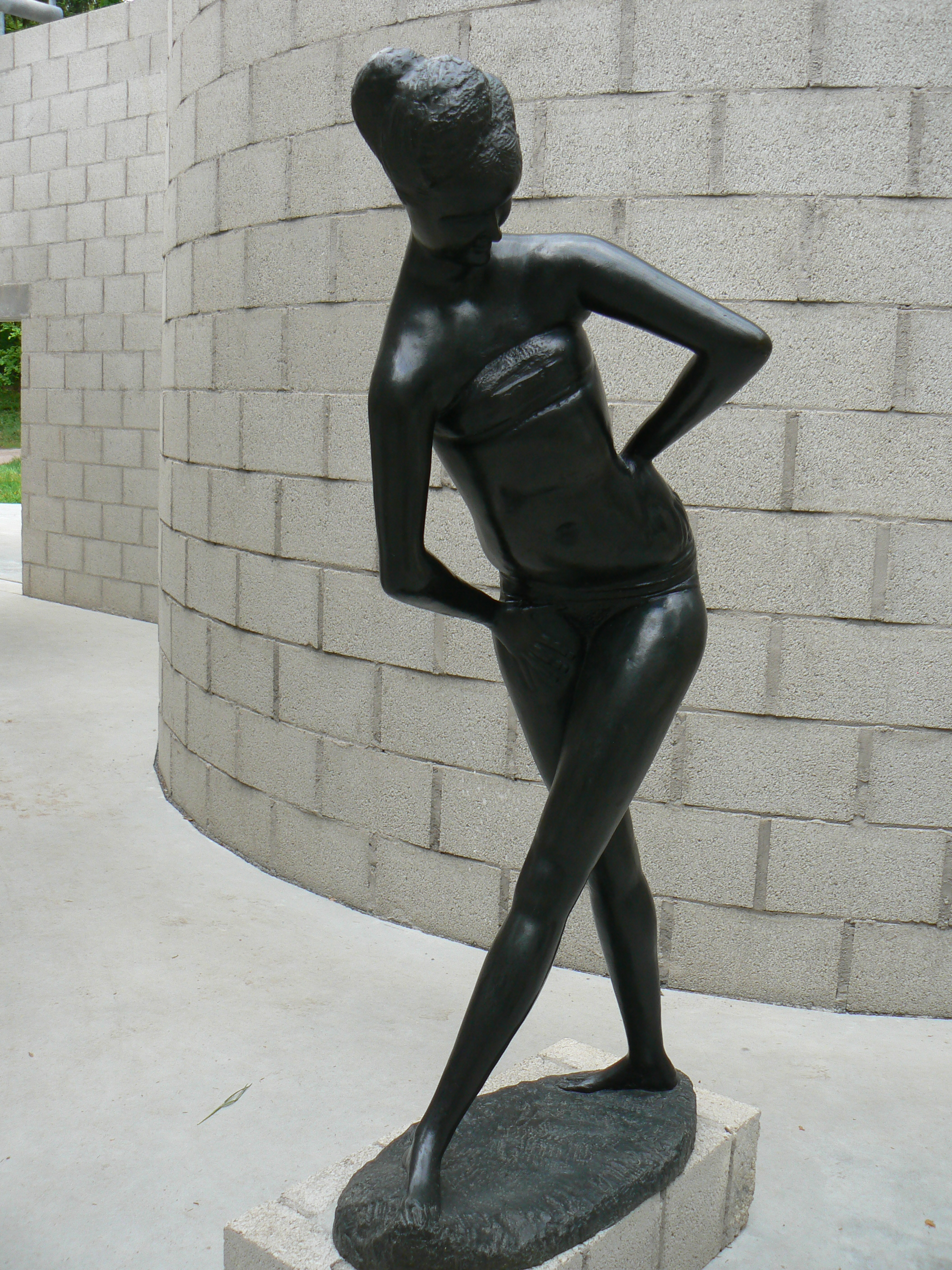
Большая скульптура балерины, 1957 г., Музей Крёллер-Мюллер.

Родился в Катании. Начальное образование получил в школе бывшего монастыря Сан-Пласидо. Работал каменщиком.
Имел склонность к искусству, много рисовал. С 1940-х гг. начал поиск собственного стиля в скульптуре. Отшатнулся от разрушительных течений искусства XX века, работал в реалистической манере.
Первый значительный успех имел его монумент в честь книжного персонажа Пиноккио (Пиноккио и Фея) для города Коллоди. Занимался созданием скульптурных портретов, но со временем перешёл к обобщенным образам, что позволило использовать его скульптуры для украшений интерьеров, в открытых садах, на международных выставках. Своеобразная подача образов, смелое воспроизведение даже неидеальных фигур при сохранении остроты первого впечатления сделали его популярным скульптором с международной славой.
В некоторых странах покупали целый ряд его скульптур и создавали открытые сады с его произведениями (сад скульптур Хаконе, Япония, сад скульптур в Брюсселе, Бельгия); часть скульптур художник дарил сам.
Среди произведений Эмилио Греко — бронзовые двери собора в Орвието и надгробие папы римского Иоанна XXIII в соборе Св. Петра в Риме.
Кроме того, на протяжении всего творческого пути Греко не покидал рисование с натуры. Плодотворно занимался графикой, делал офорты. Объёмы фигур в офортах создавал системой перекрестных линий, напоминающей манеру высекания скульптур в мраморе. Любимый сюжет — влюбленные пары.
В этой области тоже имел успех, что отразилось в приобретении его рисунков и офортов музейными коллекциями мира.

## Избранные произведения
- Пиноккио и Фея (монумент в г. Коллоди)
- Мужская голова (варианты)
- Вол
- Певец
- Большая купальница (варианты)
- Воспоминания о лете
- Мария Бальдасара
- Клиция
- Эйко
- бронзовые двери собора в Орвьето
- надгробие папы римского Иоанна XXIII